# Gioacchino Ventura

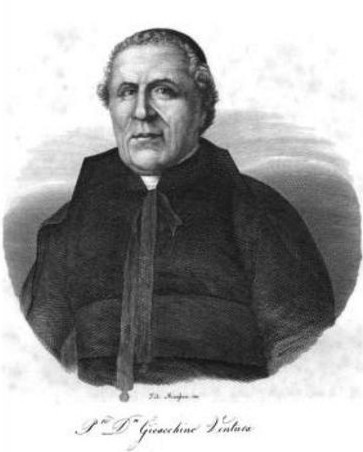
Gioacchino Ventura

Gioacchino Ventura di Raulica, född den 7 december 1792 i Palermo, död den 2 augusti 1861 i Versailles, var en italiensk predikant och filosof. 
Ventura inträdde 1808 i jesuit- och 1817 i teatinorden och hänförde i många år Roms befolkning med sina advents- och fastepredikningar. I början av Pius IX:s pontifikat uppträdde han som kristlig demokrat och målsman för Italiens enhet samt 1848 som försvarare av revolutionen och romerska republiken, men sedan fransmännen intagit Rom, levde han i Frankrike och vann även där stor berömmelse som predikant, bland annat predikade han 1857 i Tuilerierna. Hans Opere complete utgavs 1852–1864 i 31 band, hans Opere postume 1863 i 3 band.